# Južno-Kurilsk
Južno-Kurilsk (rusky: Южно-Курильск; japonsky ユジノクリリスク Judžino Kuririsuku, příp. Rujóbecu) je sídlo městského typu v Rusku a správní středisko Južnokurilského distriktu. Díky své poloze, bohaté fauně a floře, je vyhledávaným turistickým centrem – branou ke Kurilským ostrovům. Se svými 7 tisíci obyvateli mu patří prvenství ve velikosti mezi osadami na ostrovech.
22 km od města po silnici (vzdušnou čarou asi 10 km jižně), ve výšce 887 m n. m., se nalézá letiště Mendělejevo, rozložené na vrcholu stejnojmenného vulkánu (895 m n. m.) a také přístav.

## Obyvatelstvo
- 1959 - 3 478 obyvatel
- 1989 - 6 344 obyvatel
- 1998 - 3 600 obyvatel
- 1999 - 6 344 obyvatel
- 2002 - 5 973 obyvatel
- 2006 - 6 081 obyvatel
- 2010 - 5 833 obyvatel
- 2015 - 7 196 obyvatel
- 2019 - 7 863 obyvatel
- 2020 - 7 825 obyvatel
- 2021 - 6 991 obyvatel
- 2023 - 7 033 obyvatel

V Južno-Kurilsku žije převážně Rusové 80,3 % a dále Ukrajinci 8,2 %, Tataři 1,2 %, Bělorusové 1,1 % a ostatní menšiny. Sílí zde diaspory kavkazských národů.

## Poloha
Leží na ostrově Kunašir při Južnokurilském mysu, u ústí řeky Serebrjanka do Južnokurilského zálivu. Ze severu je omýváno Golovninským zálivem. Protože se nachází na přibližně 50 metrů vysokých skalních útesech, je chráněno před občasnými vlny Tsunami.

## Podnebí
Protože se nachází na nejjižnějším ostrově Kuril, panuje zde příznivější podnebí než na severnějších Kurilských ostrovech. Podle Köppenova systému je klasifikováno jako vlhké kontinentální podnebí (Dfb). Kvůli studenému proudu Ojašio jsou zde velmi časté mlhy, především v létě, avšak Kunašir je chráněn Širetockým a Nemurským poloostrovem na japonském ostrově Hokkaidó, takže je slunečnější než severnější Kurily.

## Historie
Město vzniklo z rybářské osady Furukamappu (japonsky 古釜布), založené po Krymské válce Japonci.  Na konci druhé světové války se Japonci na Kunaširu vzdali bez boje vyloďujícím se sovětským jednotkám. Ruská historie osady začíná 10. října 1945, kdy se sídlo oddělilo od stejně nazývané rybářské rafinerie.
Výstavba sovětské osady v roce 1946 začala za pomoci 113. střelecké brigády umístěné na ostrově Kunašir a také díky japonským válečným zajatcům, kteří byli drženi v samostatném táboře kousek od osady. 5. června 1946 bylo rozhodnuto o přejmenování japonské osady na Južno-Kurilsk. Na základě rozhodnutí sovětské vlády byla v létě 1947 přesídlena celá japonská populace z Kurilských ostrovů do Japonska na Hokkaidó. Do té doby dorazilo do Južno-Kurilska mnoho přistěhovalců a sezónních pracovníků z různých oblastí Sovětského svazu.
V roce 1952 byla osada zasažena vlnou tsunami a citelně poškozena. Od roku 1953 se začalo s obnovou osady a mnoho městských zařízení bylo přestavěno ve vyšších polohách, přibližně o 30 metrů výše než původní osada.
V roce 1994 došlo k velkému zemětřesení na volném moři východně od ostrova Hokkaidó a Južno-Kurilsk byl citelně zasažen, došlo k obrovským škodám na budovách a nové budovy byly stavěny na novém místě, dále od moře. Téměř třetina obyvatel se z města odstěhovala na pevninu, protože se obávala budoucích zemětřesení.
Po období nejistoty a úpadku v 90. letech, který byl z velké části podporován rozhovory o převodu jižních Kurilských ostrovů pod Japonsko, se Južno-Kurilsk od roku 2010 začíná výrazně oživovat. Federální program rozvoje Kurilských ostrovů zahrnoval významné investice do letišť a silnic na ostrově. 1. listopadu 2010 ruský prezident Dmitrij Medveděv poprvé přijel do Južno-Kurilska. Návštěva byla věnována sociálně-ekonomickému rozvoji Južno-Kurilska. Medveděv navštívil závod na zpracování ryb, rozestavěný přístavní komplex v městské zátoce a mateřskou školu.
V současné době je na ostrově využíváno geotermální energie pro výrobu elektřiny. Významnou lokalitou je Gorjači Pljaž, kde se nachází geotermální elektrárna o výkonu 1,7 MW.

## Galerie

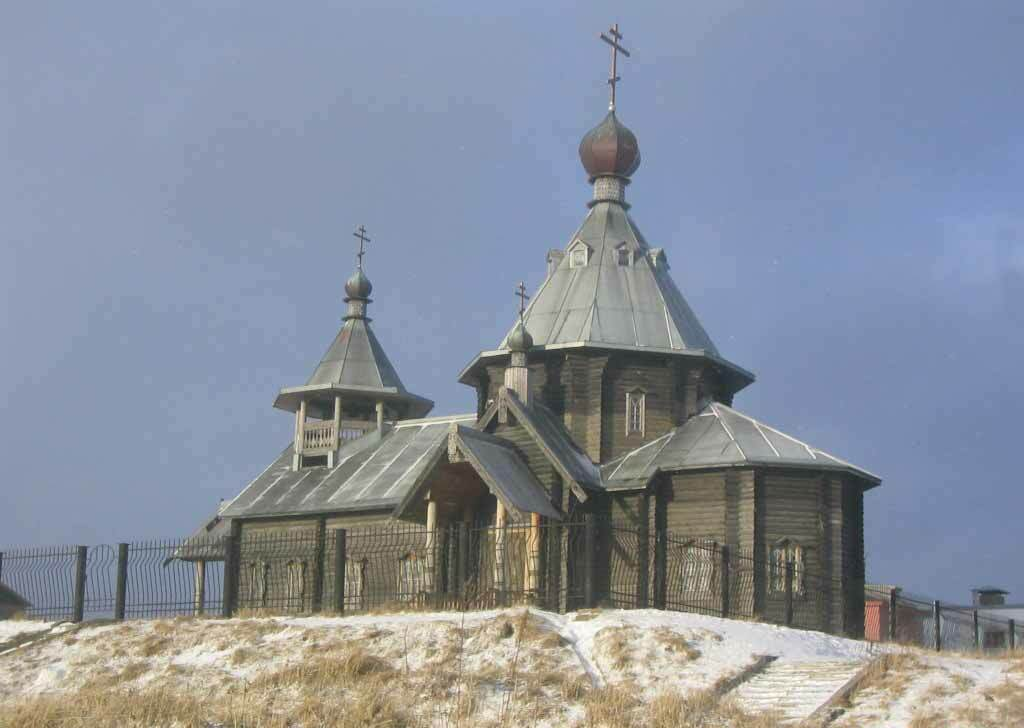
Kostel v Južno-Kurilsku (2007)
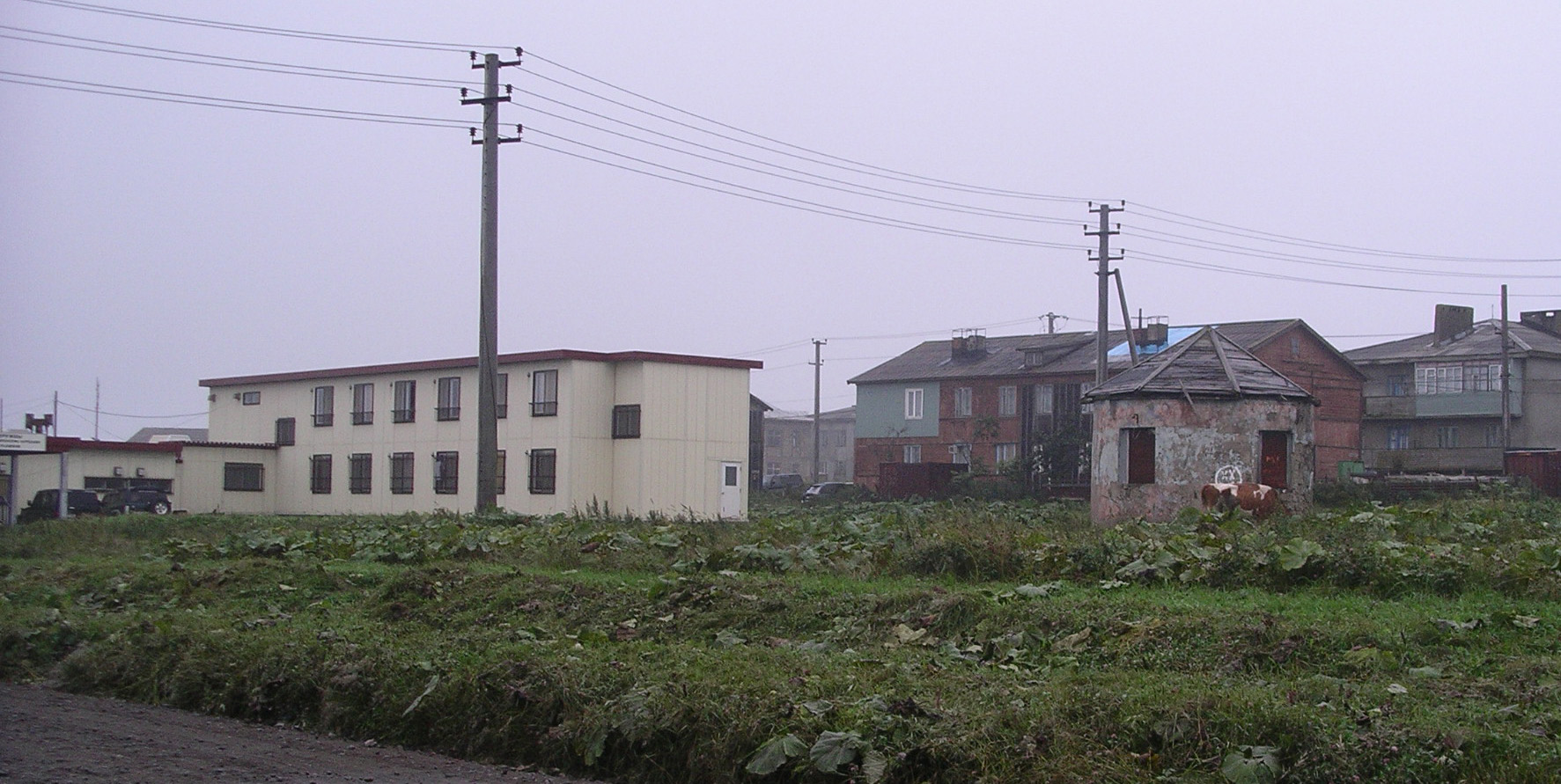
Část osady
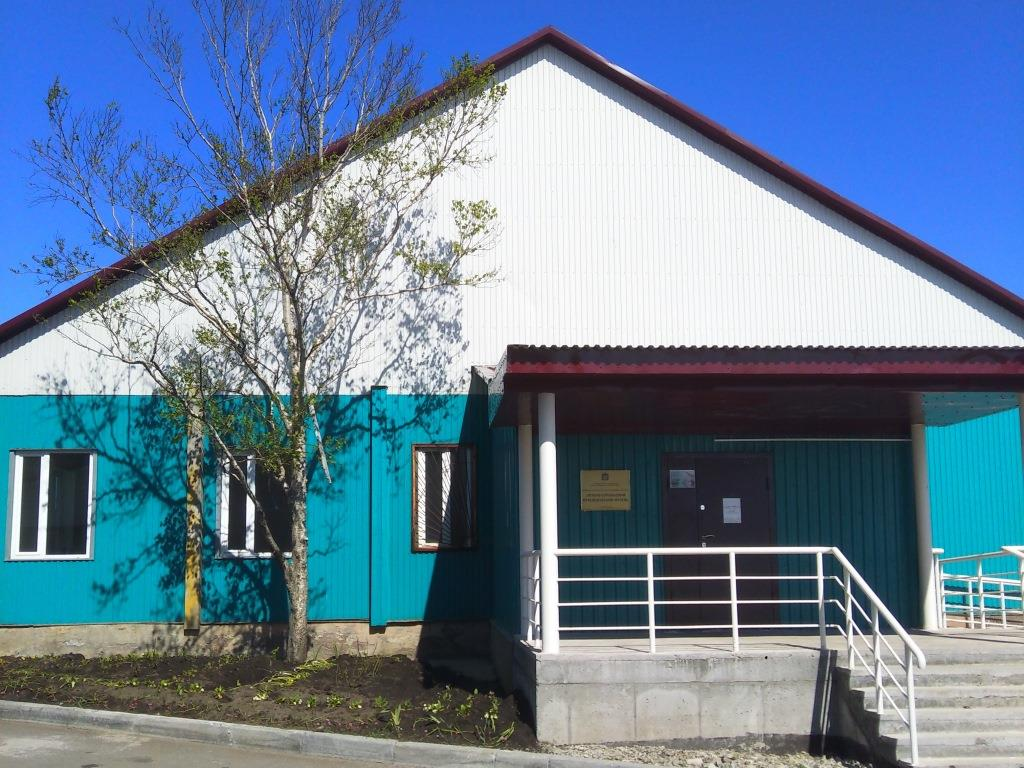
Regionální muzeum (2017)
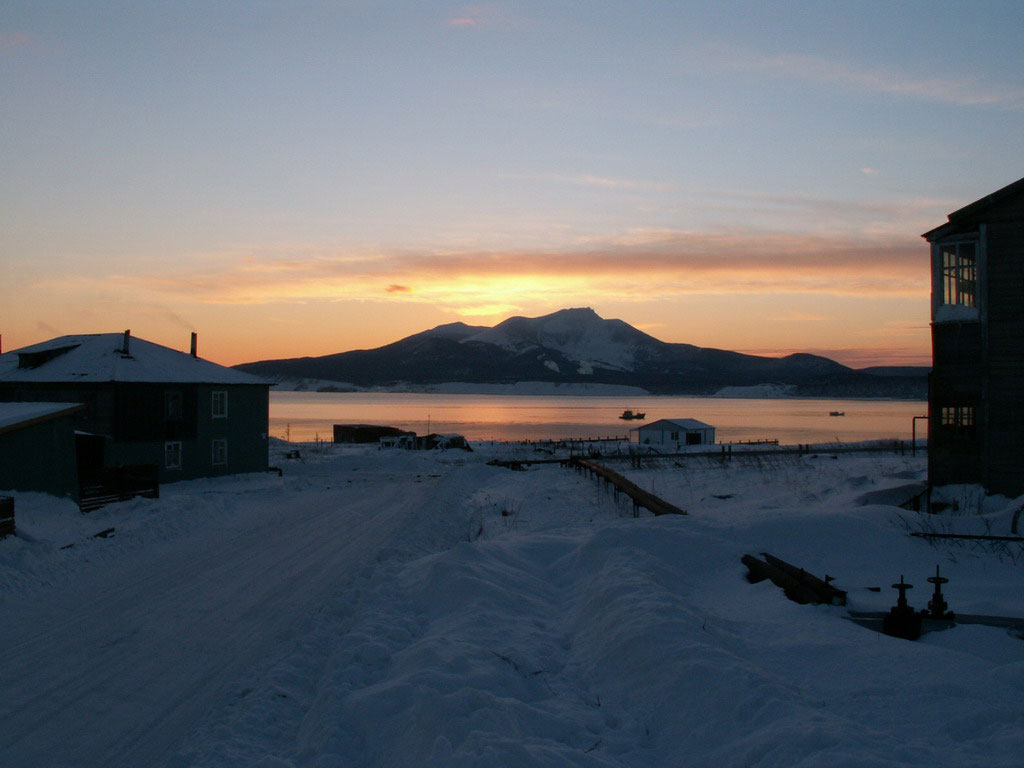
Zasněžený Južno-Kurilsk (2007)
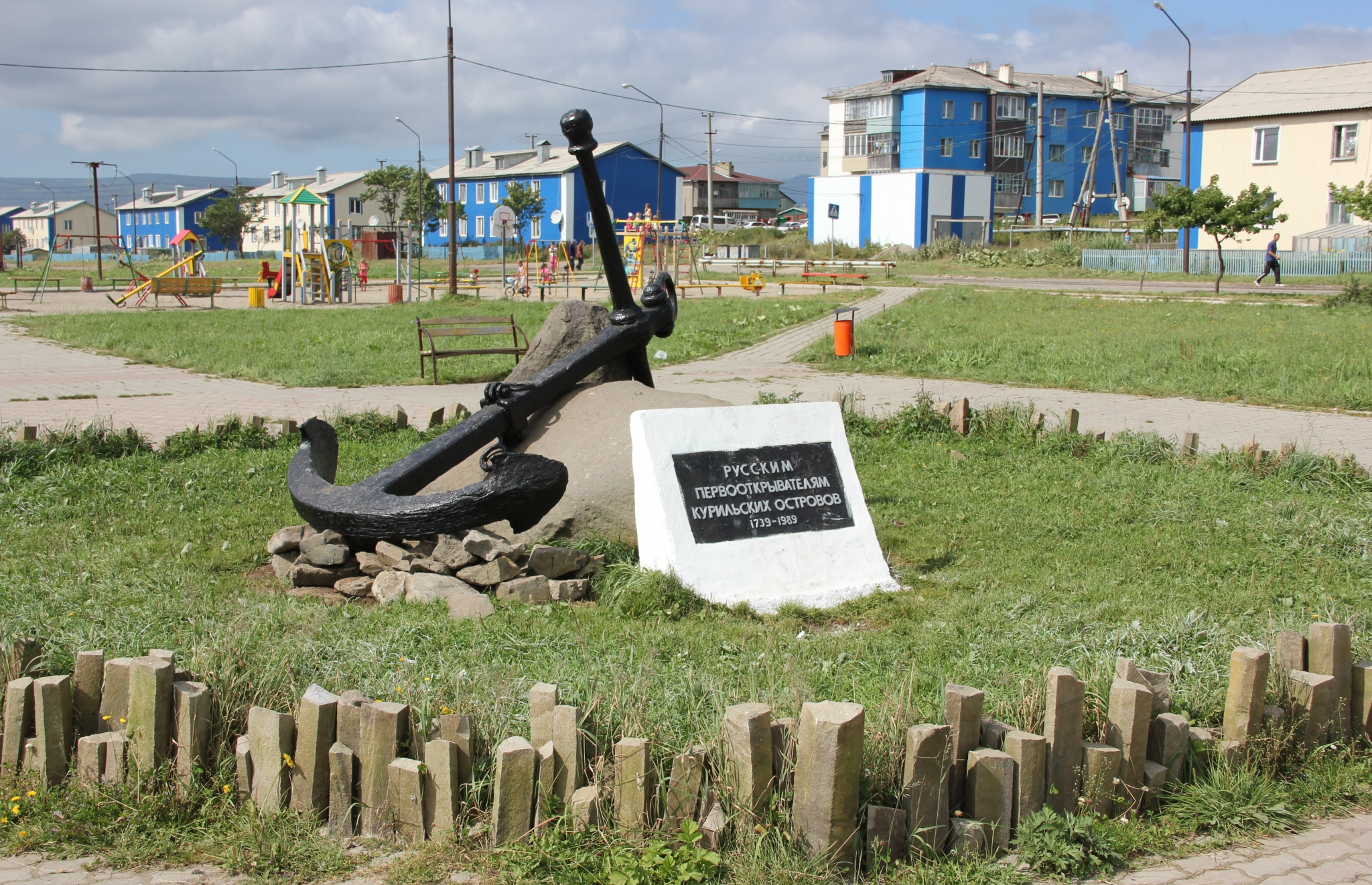
Památník ruským objevitelům Kuril (2012)
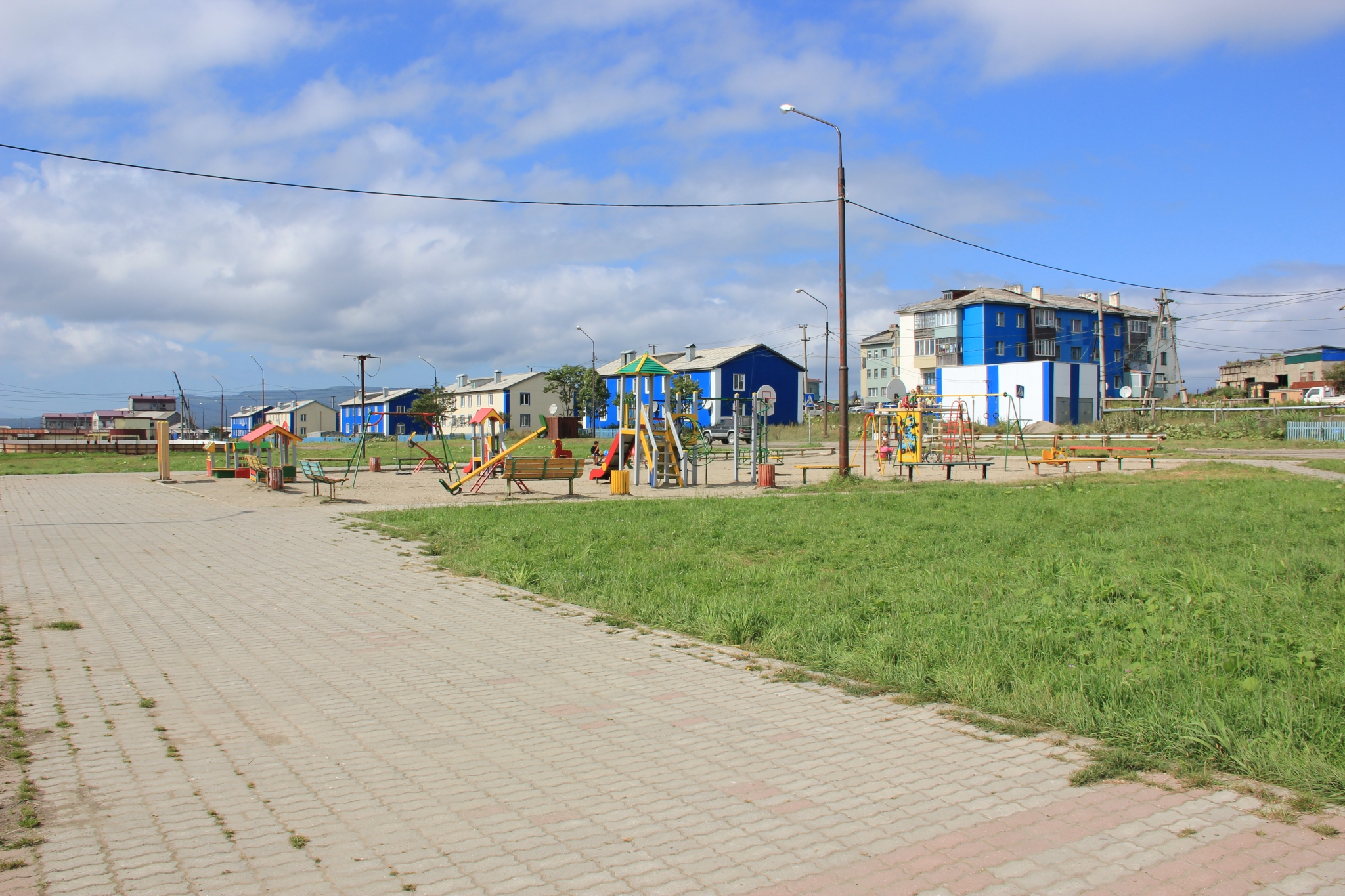
Južno-Kurilské centrální náměstí (2012)
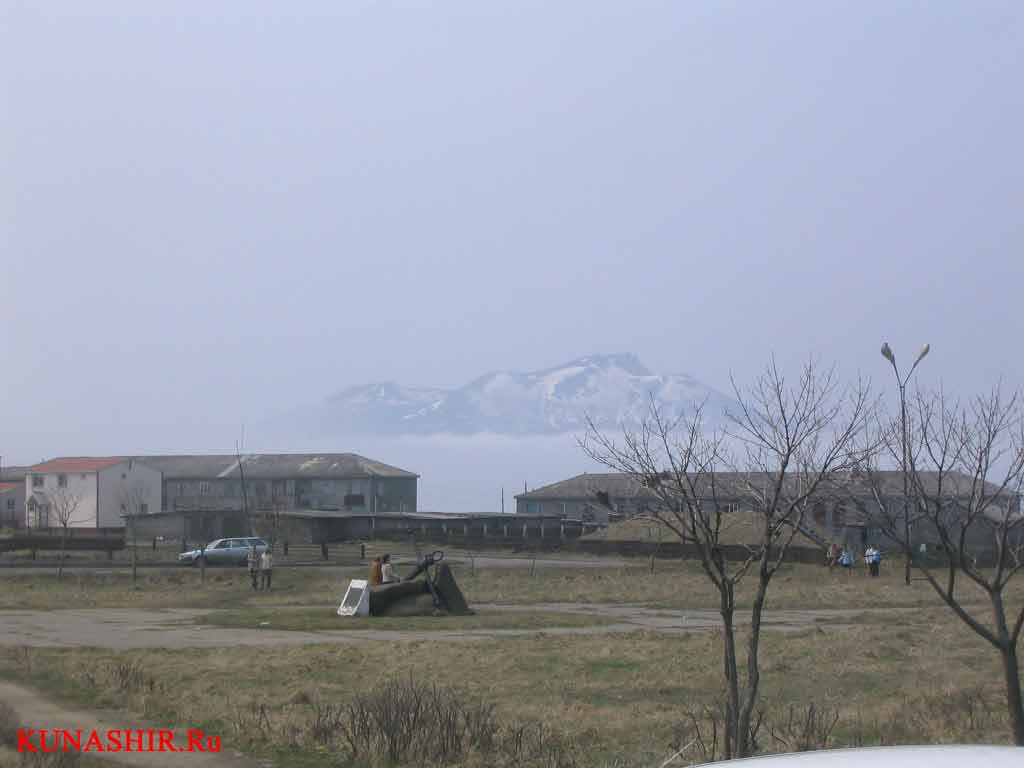
Južno-Kurilsk (2007)